# Rio do Meio
O rio do Meio é um curso d'água que banha o estado brasileiro da Paraíba. Nasce na serra de Jabitacá e junto com o da Serra e o Sucuru forma as cabeceiras do Rio Paraíba.